# Ernest Picard

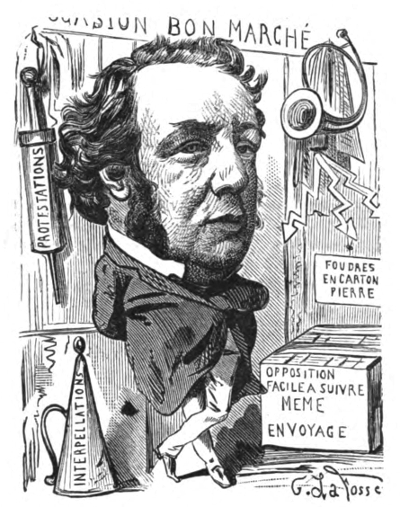
Karikatuur van Ernest Picard in Le Trombinoscope

Ernest Picard (Parijs, 24 december 1821 - Parijs, 13 mei 1877), was een Frans advocaat en politicus. Hij was een van Les Cinq.

## Biografie

### Vroege carrière
Ernest Picard werd op 24 december 1821 geboren in Parijs. Hij studeerde rechten en na zijn afstuderen in 1846 werd hij toegelaten tot de balie van Parijs. Hij was een succesvol advocaat en een goed spreker en werd om die reden in 1858 voor het departement Seine in het Wetgevend Lichaam (Corps Législatiff) gekozen. Als parlementariër hield hij zich vooral bezig met financiële vraagstukken. Aanvankelijk was hij een groot medestander van Émile Ollivier, de liberale oppositieleider in het Wetgevend Lichaam. Samen met Ollivier, Alfred Darimon, Jules Favre en Jacques-Louis Hénon vormde hij de groep Le Cinq die kritiek uitoefende op de regering. Toen Ollivier echter steeds vaker de kant van de keizerlijke regering koos en een van de voorstanders van het zogenaamde L'Empire Libérale ("Liberale Keizerrijk"), keerde Picard zich van hem af.
Ernest Picard werd in 1863 als volksvertegenwoordiger van de Seine herkozen en kantte zich fel tegen de stedelijke hervorming van Parijs doorbaron Haussmann. In 1869 werd hij opnieuw herkozen, nu niet alleen voor het departement Seine, maar ook voor het departement Hérault (Zuid-Oost-Frankrijk). Hij trad vervolgens op als fractievoorzitter van "Open Links," een groep gematigd linkse oppositieleiders, die bereid waren om samen te werken met de regering, zonder zich volledig te vereenzelvigen met het regeringsbeleid. Picard was een tegenstander van de Franse oorlogsverklaring aan Pruisen.

### Minister van Financiën
Ernest Picard werd nadat de Derde Franse Republiek was uitgeroepen minister van Financiën in de Regering van Nationale Verdediging (Gouvernement de la Défense Nationale), die de keizerlijke regering van Charles Cousin-Montauban was opgevolgd. In die hoedanigheid maakte hij samen met minister van Buitenlandse Zaken Jules Favre deel uit van de delegatie die op 25 januari 1871 namens Frankrijk te Versailles het wapenstilstandsverdrag met Duitsland. Vervolgens onderhandelde hij met Parijse bankiers om 200 miljoen frank vrij te krijgen die nodig waren voor de herstelbetalingen aan Duitsland.
Bij de parlementsverkiezingen van februari 1871 in de Kamer van Afgevaardigden (Chambre des Députés) gekozen voor de departementen Seine-et-Oise en Meuse.
Op 19 februari 1871 werd Picard minister van Binnenlandse Zaken in het kabinet-Dufaure. Staatshoofd Adolphe Thiers droeg hem op om een prefecturele hervorming door te voeren. Daarnaast kreeg hij opdracht om maatregelen te treffen tegen de Commune van Parijs. In zowel de monarchistische als republikeinse pers werd Picard aangevallen vanwege zijn beleid. In mei 1871 diende hij zijn ontslag in bij president Thiers die hem vervolgens het gouverneurschap van de Banque de France (Bank van Frankrijk) aanbood. Picard weigerde, maar aanvaardde het ambassadeurschap in Brussel. Het ambassadeurschap, dat hij twee jaar bekleedde, combineerde hij met het kamerlidmaatschap.
In 1875 werd Picard benoemd tot senator voor het leven (sénateur inamovible).
Ernest Picard overleed op 55-jarige leeftijd.

## Voetnoten
1. ↑  Premier was opdat moment Émile Ollivier

- Bibliothèque nationale de France: cb133223375 (data)
- Gemeinsame Normdatei: 117685844
- International Standard Name Identifier: 0000 0001 2198 1598
- Système universitaire de documentation: 035577452
- Virtual International Authority File: 166761364
- WorldCat: E39PBJx4phj7YBWqtRwwtHCxXd